# مرجان قنبری‌مهر
مرجان قنبری‌مهر (زادهٔ ۱۳۳۰) موسیقی‌دان و نوازندهٔ ویلن کلاسیک اهل ایران است.

## زندگی
مرجان قنبری‌مهر در سال ۱۳۳۰ در تهران متولد شد. از کودکی در کنار پدرش ابراهیم قنبری‌مهر، سازندهٔ سازهای موسیقی که در نوازندگی نیز از شاگردان ابوالحسن صبا بود، گوش وی با موسیقی آشنا شد. وی از ده سالگی وارد هنرستان عالی موسیقی شد و در سال ۱۳۵۴ موفق به دریافت درجه لیسانس در رشته ویلن کلاسیک گردید. در دوران تحصیل با هنرمندانی چون حشمت سنجری، سرژ خوتسیف، والودیا تارخانیان و ژرژ مرادیان به کسب تجربه و نوازندگی پرداخت.
او فعالیت خود را در سال ۱۳۴۷ به عنوان نوازندۀ ویلن کلاسیک در ارکستر مجلسی تلویزیون آغاز کرد، نوازندگی در این ارکستر فرصتی بود تا از وجود رهبران و سولیست‌های خارجی که به شکل مهمان با ارکستر همکاری داشتند بهره برده و به کسب تجربه‌های نو بپردازد. او دارای گواهینامه درجه یک هنری از وزارت فرهنگ و ارشاد اسلامی است.
در سی‌امین جشنواره موسیقی فجر توسط وزیر فرهنگ و ارشاد اسلامی از مرجان قنبری‌مهر به عنوان «یکی از برجسته‌ترین نوازندگان ویلن کلاسیک» تقدیر به عمل آمد و تندیس جشنواره به وی اهدا شد.

## فعالیت‌ها
از جمله فعالیت‌های هنری مرجان قنبری‌مهر، می‌توان به موارد زیر اشاره کرد:
همکاری با ارکستر مجلسی تلویزیون - ۱۳۴۷، اجرای کنسرت به همراه ارکستر مجلسی تلویزیون در شهرهای مختلف ایران و برخی کشورهای اروپایی، همکاری با ارکستر سمفونیک تهران - ۱۳۷۴، تدریس در هنرستان‌های موسیقی دختران و پسران، تدریس در دانشگاه هنر، تدریس در دانشگاه تهران - ۱۳۸۳ تا ۱۳۸۵، عضویت در شورای برگزاری آزمون‌های عملی موسیقی دانشگاه‌های هنر و تهران به مدت ۱۶ سال، عضویت در هیئت داوران جشنواره موسیقی جوان، اجرا و سرپرستی کنسرت موسیقی در تالار رودکی با اجرای آثاری از فلیکس مندلسون، دیمیتری شوستاکوویچ و آستور پیاتزولا، تأسیس آموزشگاه تخصصی ویلن کلاسیک در تهران - ۱۳۸۳، کارگردانی فیلم مستند بلند «ساز و مهر» به همراه محسن نظری و تهیه‌کنندگی مرتضی پورصمدی